# Risa Ozaki
Risa Ozaki (em japonês: 尾﨑 里紗 ou Ozaki Risa; nascida em 10 de abril de 1994) é uma ex-tenista profissional japonesa.
Conquistou seis títulos ITF na carreira. Seus melhores rankings foram 70 (simples, em 24 de abril de 2017) e 246 (duplas, 6 de março de 2017).
Fez a estreia no circuito WTA no WTA de Tashkent de 2013, entrando no qualificatório e derrotando Veronika Kapshay e Ksenia Palkina para chegar à chave principal. Conquistou a primeira vitória nesta fase ao derrotar a ucraniana Kateryna Kozlova, mas seria derrotada no próximo desafio, contra a italiana Nastassja Burnett.
Fez o último jogo pelo ITF de Yokohama, em março de 2020. Depois de mais de dois anos inativa, declarou a aposentadoria no final de 2022.

## Finais

### Circuito ITF

#### Simples (3–4)
| Legenda           |
| ----------------- |
| $100,000 torneios |
| $75,000 torneios  |
| $50,000 torneios  |
| $25,000 torneios  |
| $15,000 torneios  |
| $10,000 torneios  |

| Finais por Piso |
| --------------- |
| Duro (3–4)      |
| Saibro (0–0)    |
| Grama (0–0)     |
| Carpete (0–0)   |

| Resultado | N. | Data             | Torneio                 | Piso | Oponente        | Placar             |
| --------- | -- | ---------------- | ----------------------- | ---- | --------------- | ------------------ |
| Vice      | 1. | 2 Setembro 2012  | Tsukuba, Japão          | Duro | Aki Yamasoto    | 3–6, 6–1, 1–6      |
| Campeã    | 1. | 2 Junho 2013     | Changwon, Coreia do Sul | Duro | Zhang Yuxuan    | 6–4, 6–4           |
| Campeã    | 2. | 21 Julho 2013    | Granby, Canada          | Duro | Samantha Murray | 0–6, 7–5, 6–2      |
| Vice      | 2. | 9 Novembro 2014  | Bendigo, Australia      | Duro | Eri Hozumi      | 6-7(5–7), 7–5, 2–6 |
| Vice      | 3. | 16 Novembro 2014 | Bendigo, Austrália      | Duro | Liu Fangzhou    | 4–6, 3–6           |
| Vice      | 4. | 14 Junho 2015    | Goyang, Coreia do Sul   | Duro | Lee So-ra       | 4–6, 6–3, 4–6      |
| Campeã    | 3. | 20 Junho 2015    | Incheon, Coreia do Sul  | Duro | Liu Chang       | 5–7, 7–6(7–4), 6–3 |